# Sesleria doerfleri
Sesleria doerfleri är en gräsart som beskrevs av August von Hayek. Sesleria doerfleri ingår i släktet älväxingar, och familjen gräs. Inga underarter finns listade i Catalogue of Life.